# Sojuz MS-14
Sojuz MS-14 – bezzałogowy lot testowy statku Sojuz do Międzynarodowej Stacji Kosmicznej, sprawdzający zdatność rakiety Sojuz-2.1a. Misja Sojuza MS-14 odbywała się między 22 sierpnia a 6 września 2019 roku UTC. Był to pierwszy lot bez człowieka załogowej kapsuły Sojuz od 33 lat.
Powodem bezzałogowej próby była awaria statku bezzałogowego Progress M-27M wystrzelonego przy pomocy Sojuza-2.1a 28 kwietnia 2015 roku i podejrzenia nieprawidłowego działania trzeciego stopnia rakiety. Lot bezzałogowy pozwolił też na przetestowanie nowych systemów startu i lądowania w kapsułach linii Sojuz MS, m.in. nowego cyfrowego systemu kontroli lądowania zastępującego poprzednie rozwiązanie analogowe. Ostateczny sukces misji Sojuza MS-14 dał zielone światło do wykorzystania Sojuzów-2.1a do lotów załogowych w 2020 roku, 16 lat od debiutu tego wariantu rakiety.

## Przebieg misji
Start z kazachskiego Bajkonuru nastąpił 22 sierpnia 2018 03:38 UTC (05:38 CEST). Dokowanie do MSK pierwotnie miało nastąpić 24 sierpnia, próba połączenia się jednak nie powiodła z powodu awarii systemu Kurs i została przerwana o 05:36 UTC około 60 metrów od celu. 26 sierpnia wykonano relokację kapsuły Sojuza MS-13 z trzyosobową załogą na pokładzie (Aleksandr Skworcow, Luca Parmitano oraz Andrew Morgan), przenosząc tamten statek i cumując go do modułu Poisk i zwalniając węzeł cumowniczy na końcu modułu serwisowego Zwiezda. Cumowanie nastąpiło w drugiej próbie 27 sierpnia o 03:08 UTC. 
Kapsuła odcumowała 6 września 2019 o 18:14 UTC i wylądowała tego samego dnia w kazachskim stepie o 21:32 UTC, 147 km na południowy wschód od Żezkazganu.

## Ładunek
Na pokładzie kapsuły znajdowało się około 670 kg ładunku użytecznego, w tym 234 kg żywności, 127,7 kg środków higienicznych i czystości oraz ponad 270 kg ładunku naukowego, w tym testowany rosyjski humanoidalny robot Skybot F-850 (“Fiodor”). Obok robota, na pokładzie Sojuza MS-14 wrócił na Ziemię szereg eksperymentów; łącznie sprowadzono ponad 200 kilogramów.   
W ładunku znalazł się także teleskop obserwujący światło ultrafioletowe Mini-EUSO z budowany w ramach szerszego programu JEM-EUSO. Instrument został sfinansowany przez Włoską Agencję Kosmiczną (ASI) w ramach współpracy włosko-rosyjskiej i następnie obserwujący Ziemię z modułu Zwiezda.